# Lac Punchiná
Le lac Punchiná est un lac de barrage situé dans le département d'Antioquia, en Colombie.  

## Géographie
Le lac Punchiná est situé dans la municipalité de San Carlos, à 75 km à l'est de la ville de Medellín. 
Il a un volume de 68 millions de m3, pour une superficie de 3,6 km2.